# Антестерии

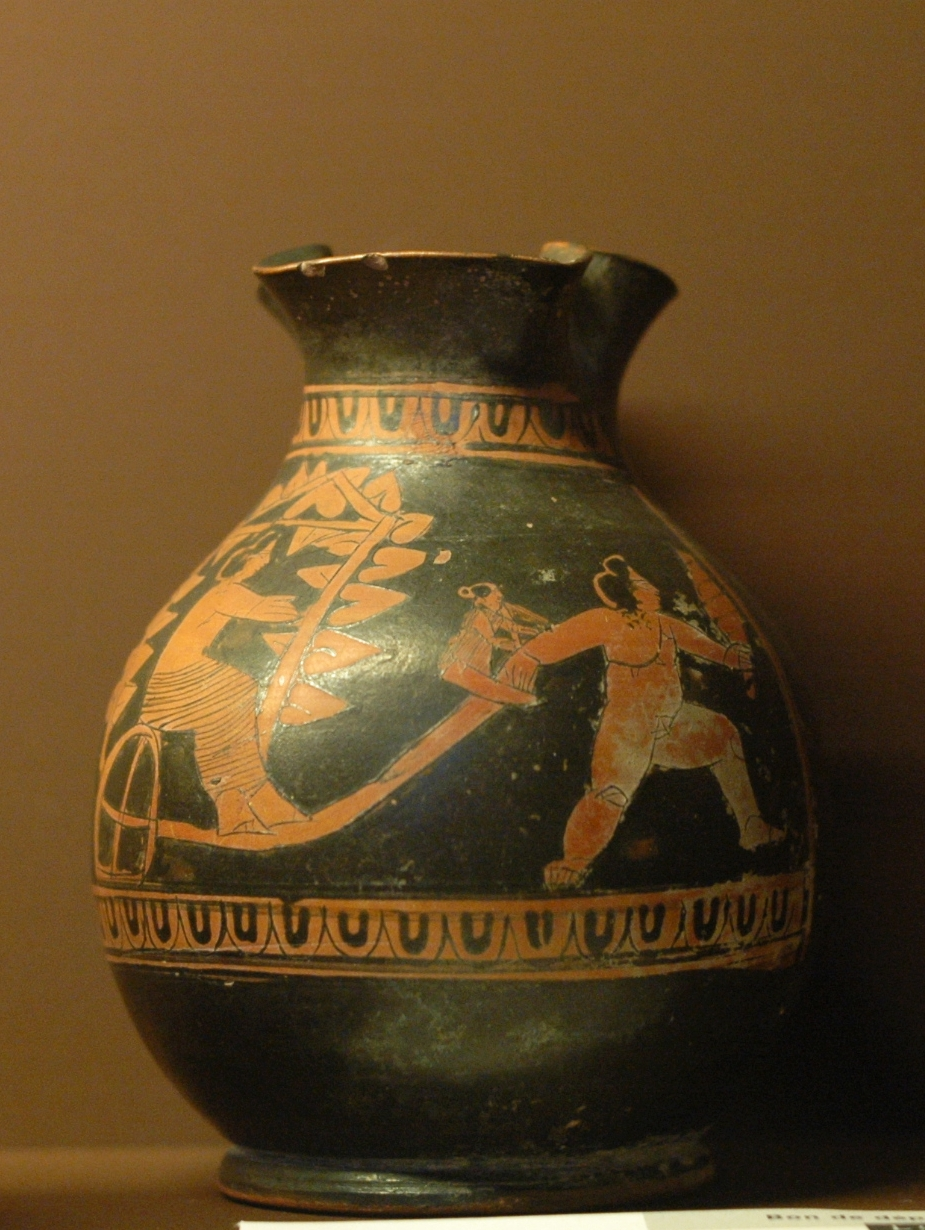
Краснофигурная ойнохоя со сценой Антестерий Лувр.

Антестерии (др.-греч. Ἀνθεστήρια) — праздник цветов, связанный с культом Диониса в Афинах, во время которого приносились в жертву цветы. Праздник продолжался три дня в феврале по аттическому календарю, в котором февраль соответствует месяцу Антестерион. Каждый из трёх дней праздника имел своё название:
- Пифойгия (открывание бочек) — хозяева приносили жертву;

- Хоэс (день кувшинов) — в этот день по городу ходили компании ряженых сатиров, устраивались соревнования — кто быстрее и больше выпьет вина; остатки вина приносили в жертву Дионису;

- Хитрои (день чанов) — в этот день устраивались соревнования комических актёров и тот, кто побеждал, получал разрешение на выступление в городе.

## Традиции
Во время праздника Пифойгия устраивалась большая ярмарка — в частности, ярмарка детских игрушек. Все храмы закрывались, кроме храма Диониса Освободителя (двери этого храма были закрыты в течение года и открывались только на время Антестерий). В храме находился ксоан — идол бога. Ночью эту статую, осуществляя таинственные обряды, переносили в святилище.
Утром второго дня — Хоэс — готовились к торжественной процессии, которая осуществлялась в сумерки, при свете факелов. В процессе участвовали сатиры, господа, силены верхом на ослах, участники хора в звериных шкурах и с венками, разодетые нимфами и менадами женщины. Все они, вместе с отрядом афинских всадников, сопровождали триумфальную колесницу, на которой везли ксоан Диониса к Ленойону — храму Диониса в Афинах.
После завершения процессии народ направлялся в театр, где происходило соревнование в пьянке. Каждый кубок объявлялся под звуки труб, участники соревнований пили вино, а специально выбранные судьи определяли победителя, который получал в награду вино.